# Copa del Rei de futbol 2008-09
La Copa del Rei de futbol 2008-09 fou la 32a edició de la competició i la 105a si tenim en compte els diferents noms que ha rebut la Copa d'Espanya des de la seva creació. En la present edició el València CF defensava el títol aconseguit en la temporada anterior.
El FC Barcelona resultà campió del torneig després de vèncer la final contra l'Athletic Club, aconseguit així el vint-i-cinquè títol de la seva història. La competició es disputa entre el 27 d'agost de 2008 i el 13 de maig de 2009.
Hi participaren un total de vuitanta-tres equips, tots els de Primera i Segona divisions de la temporada anterior (excepte el Sevilla Atlético com a filial) a més de vint-i-quatre equips de Segona B (els 6 primers de cada grup) i divuit de Tercera (tots els campions de grup).

## Primera eliminatòria
La primera eliminatòria la disputen trenta-sis equips: tots els de Segona B i Tercera. No s'inclouen els sis que quedaren exempts: UD Fuerteventura, Benidorm CD, SD Lemona, Mérida UD, Zamora CF i Granada 74. Quedaren sortejats en divuit eliminatòries amb només un encontre.
| Partit únic: 27 d'agost |     |                           |
| Reial Oviedo            | 2-0 | Pontevedra CF             |
| SD Ciudad de Santiago   | 0-1 | Club Portugalete          |
| Barakaldo CF            | 2-0 | Gimnástica de Torrelavega |
| CD Lugo                 | 0-3 | Real Unión                |
| SD Ponferradina         | 1-0 | Racing de Ferrol          |
| Universidad de LP       | 1-0 | CD Ciempozuelos           |
| Atlético Granadilla     | 0-1 | CD Don Benito             |
| CD Alfaro               | 1-0 | Águilas CF                |
| Oriola CF               | 2-0 | Atlètic Balears           |
| CD Izarra               | 0-1 | CF Gavà                   |
| SD Ejea                 | 1-3 | UD Alzira                 |
| UB Conquense            | 3-2 | Cadis CF                  |
| CD Linares              | 1-2 | Ecija Balompié            |
| UD Melilla              | 2-1 | AD Ceuta                  |
| CD Toledo               | 3-1 | Granada CF                |
| CD San Fernando         | 0-3 | Poli Ejido                |
| UE Sant Andreu          | 2-1 | CD Mirandés               |
| Club Deportivo Roquetas | 1-0 | CA Ciudad de Lorquí       |

## Segona eliminatòria
La Segona eliminatòria la disputen quaranta-quatre conjunts: els divuit supervivents de la primera, els sis exempts i vint dels equips de Segona. L'Albacete Balompié en queda exempt. Els equips es divideixen en trenta-quatre emparellaments, tenint en compte que els de Segona només poden enfrontar-se entre ells mateixos. El partit entre l'Alacant CF i el Celta de Vigo es va disputar el dia 4 de setembre en coincidir que l'Hércules Club de Fútbol també dispitava el seu partit com a local al Rico Pérez. Tanmateix l'encontre entre el Gavà i la Universidad de Las Palmas es jugarà l'11 de setembre pel replantament de la gespa d'La Bòbila.
| Partit únic: 3 de setembre |              |                           |
| Reial Oviedo               | 2-3          | SD Ponferradina           |
| Poli Ejido                 | 2-0          | UB Conquense              |
| CF Gavà                    | 1-3          | Universidad de Las Palmas |
| Oriola CF                  | 1-0          | UD Fuerteventura          |
| Ecija Balompié             | 0-1          | Club Portugalete          |
| Benidorm CD                | 4-2          | SD Lemona                 |
| UD Melilla                 | 5-2          | Mérida UD                 |
| CD Toledo                  | 1-0          | Zamora CF                 |
| Barakaldo CF               | 1-0          | Club Deportivo Roquetas   |
| UD Alzira                  | 0-0 (p. 1-4) | Granada 74                |
| CD Alfaro                  | 1-2          | CD Don Benito             |
| Real Unión                 | 2-1          | UE Sant Andreu            |
| Hèrcules CF                | 2-1          | Llevant UE                |
| CE Castelló                | 1-0          | SD Eibar                  |
| Elx CF                     | 2-0          | Deportivo Alavés          |
| Nàstic de Tarragona        | 0-2          | Girona FC                 |
| SD Huesca                  | 1-3          | Rayo Vallecano            |
| UD Salamanca               | 2-1          | UD Las Palmas             |
| Reial Societat             | 1-0          | Reial Saragossa           |
| Alacant CF                 | 0-1          | Real Club Celta de Vigo   |
| Xerez CD                   | 1-1 (p. 1-3) | Reial Múrcia              |
| CD Tenerife                | 2-1          | Córdoba CF                |

## Tercera eliminatòria
La Tercera eliminatòria la disputen els vint-i-tres equips provinents de les rondes anteriors. Tres són de Tercera divisió, nou de Segona B i onze de Segona divisió. Els de Tercera i Segona s'enfronten entre ells en sis eliminatòries a partit únic, mentre que els de segona fan el mateix en altres cinc partits. El Reial Múrcia queda exempt en aquesta ronda.
| Partit únic: 8 d'octubre |              |                           |
| Real Unión               | 2-1          | Barakaldo CF              |
| Club Portugalete         | 2-0          | CD Don Benito             |
| SD Ponferradina          | 1-1 (p. 4-2) | Universidad de Las Palmas |
| Oriola CF                | 3-1          | CD Toledo                 |
| Granada 74               | 0-2          | Benidorm CD               |
| UD Melilla               | 2-3          | Poli Ejido                |
| Hèrcules CF              | 1-0          | Girona FC                 |
| Elx CF                   | 1-1 (p. 3-2) | CD Tenerife               |
| Rayo Vallecano           | 2-1          | Albacete Balompié         |
| UD Salamanca             | 0-1          | CE Castelló               |
| Real Club Celta de Vigo  | 2-0          | Reial Societat            |

## Setzens de final
En aquesta eliminatòria entren els equips de primera divisió.
| Doble partit:           |     |                        | 29 d'octubre | 12 de novembre |
| Real Unión              | 6-6 | Reial Madrid CF        | 3-2          | 3-4            |
| Club Portugalete        | 1-7 | València CF            | 1-4          | 0-3            |
| SD Ponferradina         | 1-4 | Sevilla FC             | 1-0          | 0-4            |
| Oriola CF               | 0-1 | Atlètic de Madrid      | 0-1          | 0-0            |
| Benidorm CD             | 0-2 | FC Barcelona           | 0-1          | 0-1            |
| Poli Ejido              | 6-1 | Vila-real CF           | 5-0          | 1-1            |
| Hèrcules CF             | 2-6 | Reial Valladolid       | 1-5          | 1-1            |
| Elx CF                  | 0-4 | Deportivo de la Coruña | 0-2          | 0-2            |
| Rayo Vallecano          | 1-5 | UD Almeria             | 1-2          | 0-3            |
| CE Castelló             | 0-4 | Reial Betis            | 0-2          | 0-2            |
| Real Club Celta de Vigo | 2-5 | RCD Espanyol           | 2-2          | 0-3            |
| Reial Múrcia            | 2-3 | Racing Santander       | 2-1          | 0-2            |
| Athletic Club           | 3-2 | Recreativo de Huelva   | 2-0          | 1-2            |
| Getafe CF               | 0-1 | Osasuna                | 0-0          | 0-1            |
| CD Numancia             | 0-3 | Sporting de Gijón      | 0-1          | 0-2            |
| Màlaga CF               | 1-3 | Reial Mallorca         | 1-1          | 0-2            |

## Vuitens de final
En aquesta eliminatòria es decideixen en emparellaments per sorteig pur.
| Doble partit:     |     |                        | 7 de gener | 14 de gener |
| Poli Ejido        | 3-3 | RCD Espanyol           | 3-2        | 0-1         |
| Racing Santander  | 2-4 | València CF            | 1-1        | 1-3         |
| Sporting de Gijón | 4-3 | Reial Valladolid       | 3-1        | 1-2         |
| Real Unión        | 0-2 | Reial Betis            | 0-1        | 0-1         |
| Sevilla FC        | 5-1 | Deportivo de la Coruña | 2-1        | 3-0         |
| Atlètic de Madrid | 2-5 | FC Barcelona           | 1-3        | 1-2         |
| Osasuna           | 1-3 | Athletic Club          | 1-1        | 0-2         |
| Reial Mallorca    | 4-2 | UD Almeria             | 3-1        | 1-1         |

## Quarts de final
En aquesta eliminatòria es decideixen en emparellaments per sorteig pur.
| Doble partit:  |     |                   | 21 de gener | 28 de gener |
| Athletic Club  | 2-1 | Sporting de Gijón | 0-0         | 2-1         |
| RCD Espanyol   | 2-3 | FC Barcelona      | 0-0         | 2-3         |
| Reial Mallorca | 1-0 | Reial Betis       | 1-0         | 0-0         |
| València CF    | 4-4 | Sevilla FC        | 3-2         | 1-2         |

## Semifinals
En aquesta eliminatòria es decideixen en emparellaments per sorteig pur.
| Doble partit: |     |                | 4 de febrer | 4 de març |
| Sevilla FC    | 2-4 | Athletic Club  | 2-1         | 0-3       |
| FC Barcelona  | 3-1 | Reial Mallorca | 2-0         | 1-1       |

## Final
En aquesta eliminatòria es decideixen en aparellaments per sorteig pur. Aquest sorteig va decidir qui actuaria com a local i qui com a visitant a la final.
| 13 de maig de 2009 - 22:00 |           |                                                                 |                     |
| Athletic Club              | 1-4 (1-1) | FC Barcelona                                                    | Mestalla (València) |
| Toquero 9'                 |           | Touré Yaya 31' Lionel Andrés Messi 55' Bojan Krkic 58' Xavi 64' | Mestalla (València) |

| ATHLETIC DE BILBAO:                             |    |                   |     |     |
|                                                 |    |                   |     |     |
| POR                                             | 1  | Gorka Iraizoz     |     |     |
| DEF                                             | 15 | Iraola            |     |     |
| DEF                                             | 20 | Aitor Ocio        |     |     |
| DEF                                             | 5  | Amorebieta        |     |     |
| DEF                                             | 3  | Koikili           | 35' |     |
| MIG                                             | 10 | Yeste             |     |     |
| MIG                                             | 16 | Orbaiz            |     | 61' |
| MIG                                             | 24 | Javi Martinez     |     |     |
| DAV                                             | 7  | David López       | 29' | 57' |
| DAV                                             | 9  | Fernando Llorente |     |     |
| DAV                                             | 2  | Toquero           | 60' |     |
| Banqueta:                                       |    |                   |     |     |
|                                                 | 17 | Joseba Etxeberria |     | 61' |
|                                                 | 14 | Susaeta           |     | 57' |
|                                                 | 21 | Ion Vélez         |     | 60' |
| Entrenador:                                     |    |                   |     |     |
| Joaquín Caparrós Àrbitre: Luis Medina Cantalejo |    |                   |     |     |

| FC BARCELONA: |    |                     |     |     |
|               |    |                     |     |     |
| POR           | 13 | Jose Manuel Pinto   |     |     |
| DEF           | 5  | Carles Puyol        |     |     |
| DEF           | 3  | Gerard Piqué        |     |     |
| DEF           | 24 | Touré Yaya          | 21' | 88' |
| MIG           | 20 | Dani Alves          |     |     |
| MIG           | 15 | Seydou Keita        | 49' |     |
| MIG           | 28 | Sergi Busquets      |     |     |
| MIG           | 6  | Xavi                |     | 87' |
| MIG           | 11 | Bojan Krkic         |     | 83' |
| MIG           | 9  | Samuel Eto'o        |     |     |
| DAV           | 10 | Lionel Andrés Messi | 49' |     |
| Banqueta:     |    |                     |     |     |
|               | 16 | Sylvinho            |     | 88' |
|               | 33 | Pedro               |     | 87' |
|               | 35 | Hleb                |     | 83' |
| Entrenador:   |    |                     |     |     |
| Pep Guardiola |    |                     |     |     |

| ATHLETIC DE BILBAO:                             |    |                   |     |     |
|                                                 |    |                   |     |     |
| POR                                             | 1  | Gorka Iraizoz     |     |     |
| DEF                                             | 15 | Iraola            |     |     |
| DEF                                             | 20 | Aitor Ocio        |     |     |
| DEF                                             | 5  | Amorebieta        |     |     |
| DEF                                             | 3  | Koikili           | 35' |     |
| MIG                                             | 10 | Yeste             |     |     |
| MIG                                             | 16 | Orbaiz            |     | 61' |
| MIG                                             | 24 | Javi Martinez     |     |     |
| DAV                                             | 7  | David López       | 29' | 57' |
| DAV                                             | 9  | Fernando Llorente |     |     |
| DAV                                             | 2  | Toquero           | 60' |     |
| Banqueta:                                       |    |                   |     |     |
|                                                 | 17 | Joseba Etxeberria |     | 61' |
|                                                 | 14 | Susaeta           |     | 57' |
|                                                 | 21 | Ion Vélez         |     | 60' |
| Entrenador:                                     |    |                   |     |     |
| Joaquín Caparrós Àrbitre: Luis Medina Cantalejo |    |                   |     |     |

| FC BARCELONA: |    |                     |     |     |
|               |    |                     |     |     |
| POR           | 13 | Jose Manuel Pinto   |     |     |
| DEF           | 5  | Carles Puyol        |     |     |
| DEF           | 3  | Gerard Piqué        |     |     |
| DEF           | 24 | Touré Yaya          | 21' | 88' |
| MIG           | 20 | Dani Alves          |     |     |
| MIG           | 15 | Seydou Keita        | 49' |     |
| MIG           | 28 | Sergi Busquets      |     |     |
| MIG           | 6  | Xavi                |     | 87' |
| MIG           | 11 | Bojan Krkic         |     | 83' |
| MIG           | 9  | Samuel Eto'o        |     |     |
| DAV           | 10 | Lionel Andrés Messi | 49' |     |
| Banqueta:     |    |                     |     |     |
|               | 16 | Sylvinho            |     | 88' |
|               | 33 | Pedro               |     | 87' |
|               | 35 | Hleb                |     | 83' |
| Entrenador:   |    |                     |     |     |
| Pep Guardiola |    |                     |     |     |

| Guanyador de la Copa del Rei 2008-09 |
| ------------------------------------ |
| FCB                                  |
| FC Barcelona Vint-i-cinquè títol     |